# 西三子山
西三子山（にしみねやま）は、徳島県那賀郡那賀町に位置する山である。標高1,349m。また「ひずかやま」とも呼ばれている。

## 地理・概要
旧那賀郡木沢村の東部に位置。中部山渓県立自然公園に含まれる。北に菊千代谷を隔てて雲早山、へんろ谷（ナル木屋谷）を挟んで北東に高丸山と、名山がそびえている。いずれの山からもすっきりとピラミッド形の山容を望めるが、その反面登山者にはあまり知られていない。
山頂は東西にやや長く、自然林の中に大きな石灰石の露頭が見られる。南面には桃源洞という鍾乳洞がある。登山道は郡境の八重地トンネルから西に下り、高野集落から登る。近くは山岳信仰で知られる黒滝寺や大轟の滝・大釜の滝のある釜ヶ谷峡谷がある。